# JR East série E129
La série E129 (E129系, E129-kei) est un type de rame automotrice électrique exploitée par la compagnie JR East sur les lignes de la région de Niigata.

## Description
La série E129 a été fabriqué par le constructeur J-TREC dans le but de remplacer les séries vieillissantes 115. Elle fait partie de la gamme "sustina".
L'espace voyageurs se compose de banquettes longitudinales et de sièges transversaux. Chaque rame est équipée de toilettes universelles.

## Histoire
Les premières rames de la série E129 ont été introduites le 6 décembre 2014.

## Affectation
Les trains de la série E129 circulent sur les lignes suivantes :
- Ligne Jōetsu (Minakami – Miyauchi)
- Ligne principale Shin'etsu (Naoetsu – Niigata)
- Ligne principale Uetsu (Niitsu – Murakami)
- Ligne Hakushin (Niigata – Shibata)
- Ligne Echigo (Kashiwazaki – Niigata)
- Ligne Yahiko (Higashi-Sanjō – Yahiko)

## Galerie photos

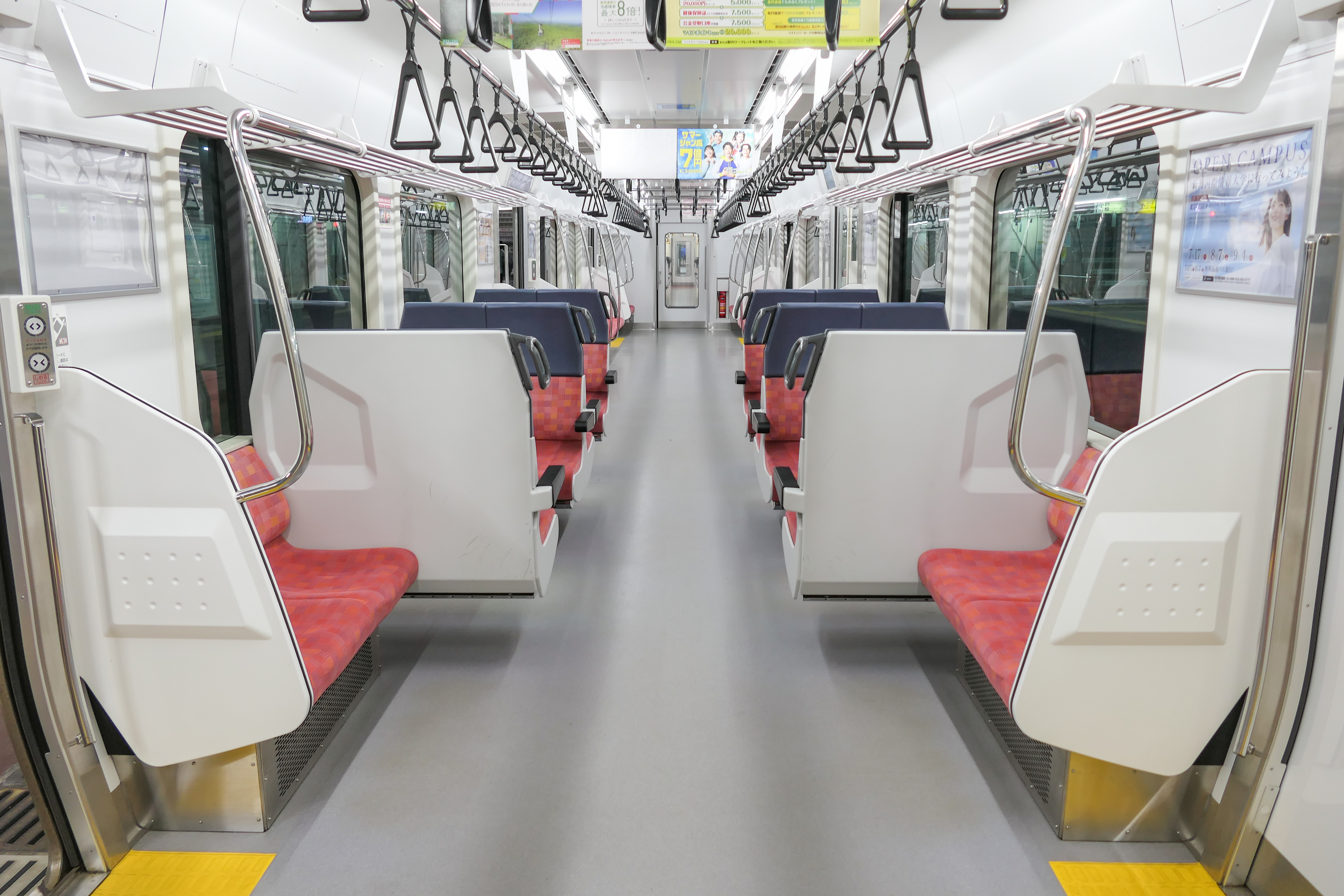
Intérieur d'une voiture.
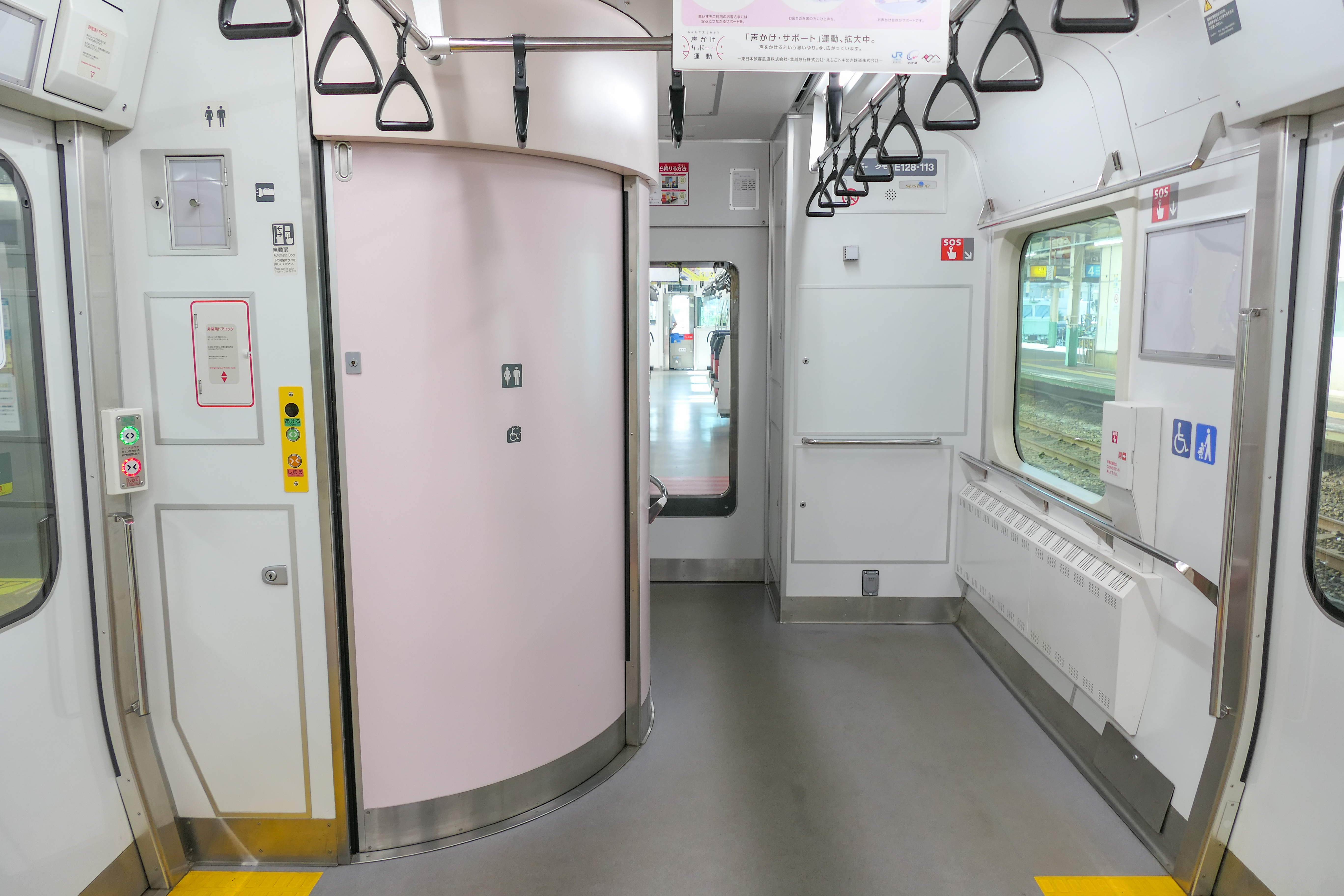
Toilettes.
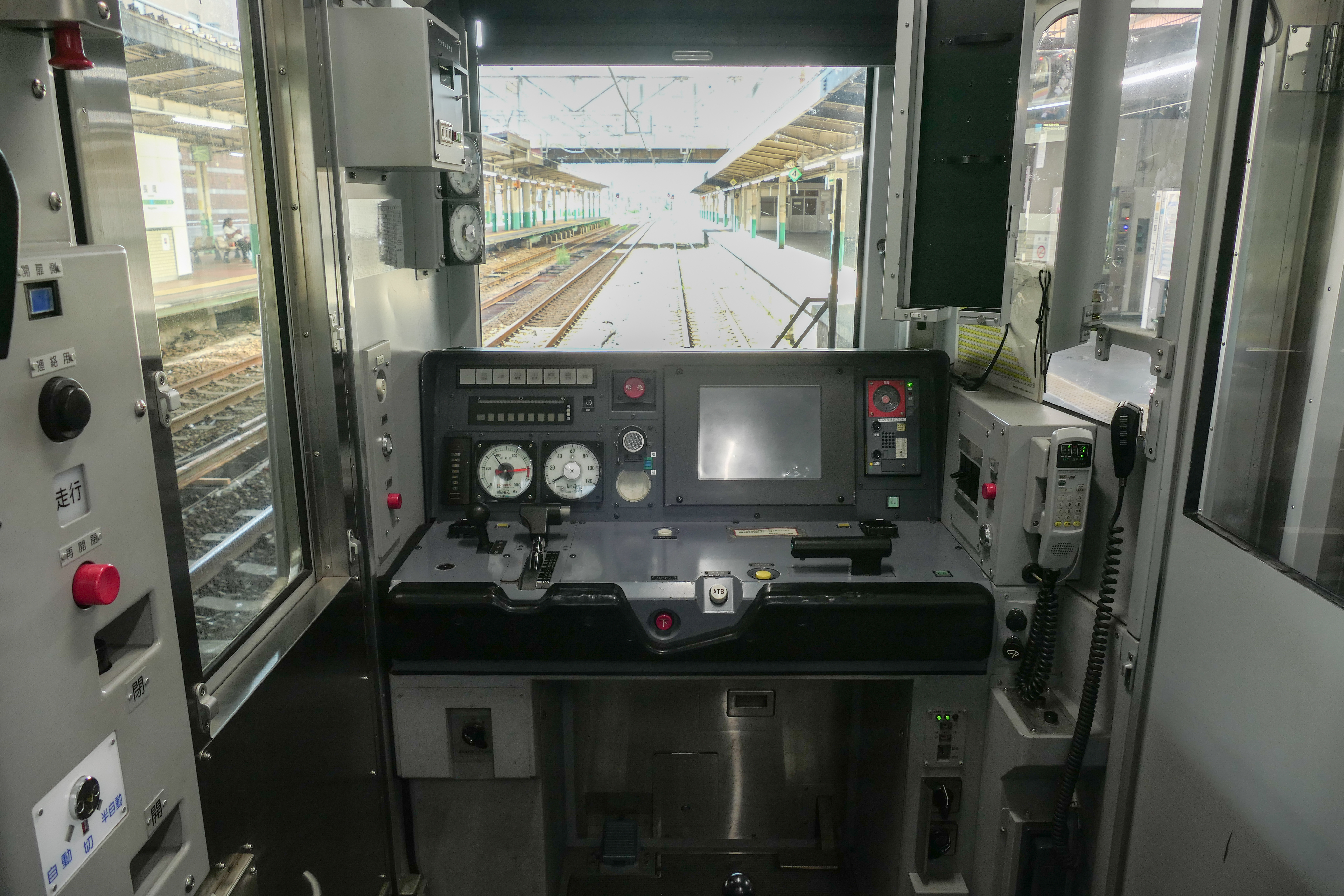
Cabine de conduite.